# Banker

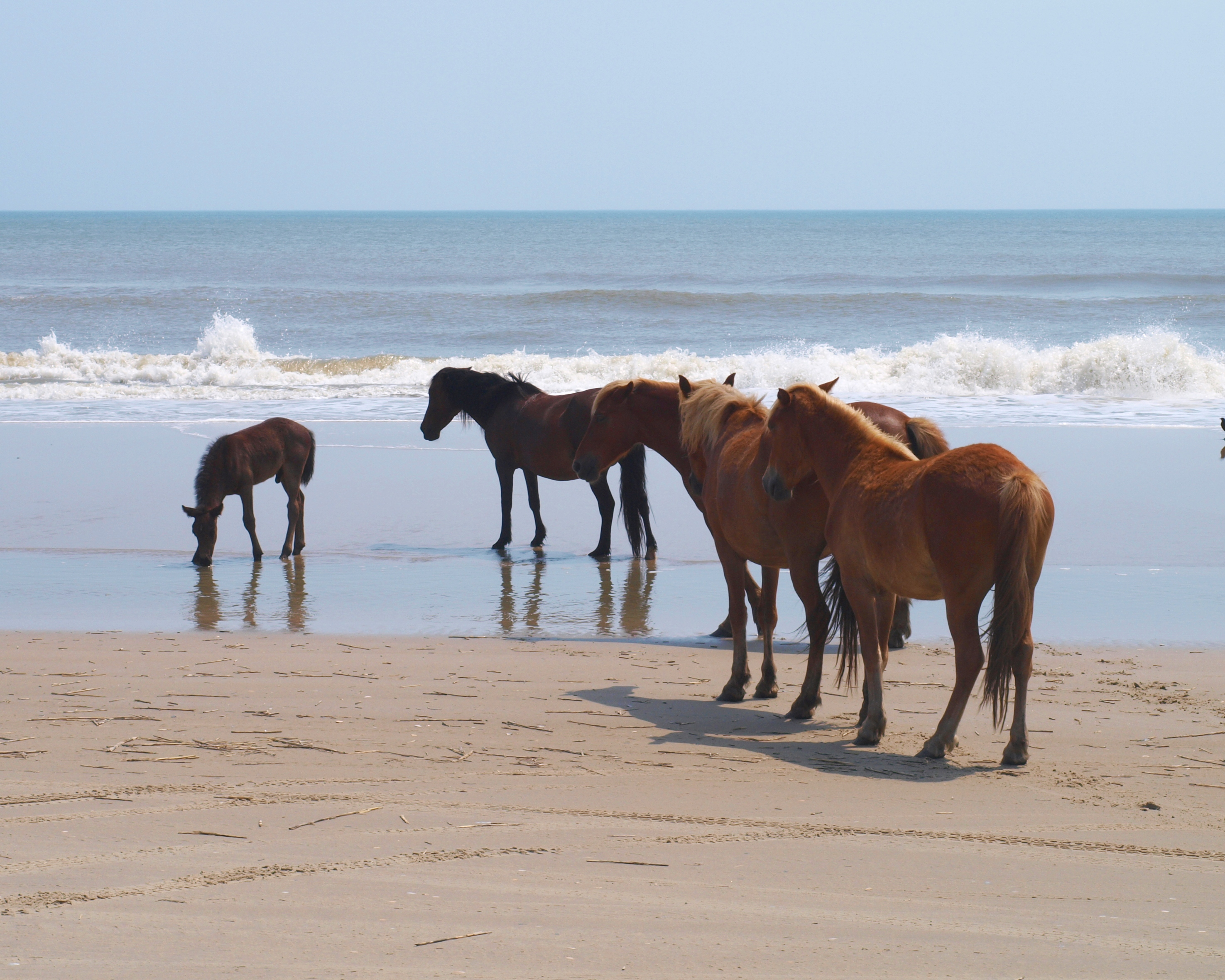
bankers aan de kustlijn

De banker is een paardenras dat leeft in halfwilde kuddes op de Outer Banks in North Carolina aan de oostkust van de Verenigde Staten.

## Beschrijving
De habitat van deze paarden bestaat uit een reeks vlakke barrière-eilanden, waarvan enkele zonder zoetwaterbronnen. Het ras gaat terug op de aanvoer van Iberische paarden door de Spaanse ontdekkers en kolonisten. Het type wordt daarom ook wel 'Colonial Spanish Mustang' genoemd. Onder deze naam staat het officieel symbool voor de 'wilde paarden' van North Carolina. Het ras is genetisch verwant met enkele andere rassen aan de oostkust zoals de Carolina Marsh Tacky en de Florida cracker horse.
De paarden leven in kuddes op de volgende eilanden: Cedar Island, Currituck Outer Banks, Ocracoke Island en Shackleford Island. De paarden worden van oudsher geheel aan hun lot overgelaten. Ze eten voornamelijk duingrassen en zijn in staat zelf ondiepe kuilen te graven om poelen met drinkwater te bereiken. Ze hebben grote, brede hoeven. Ze hebben ook geleerd bepaalde boomvruchten te eten die voor paarden ongebruikelijk zijn zoals eikels en persimmon.
De schoftmaat is niet hoger dan die van een pony maar toch worden ze gerekend tot de paarden, omdat er geen vermenging met typische ponyrassen plaatsvond. Bankers laten van nature een paar extra gangen zien, vergelijkbaar met de tölt.

## Gebruik
Soms werden er ook paarden van het vasteland uitgezet op de eilanden speciaal voor de paardenfokkerij, om ze later weer op het vasteland te kunnen verkopen. De bankers die werden verhandeld naar het vasteland moesten daar onder andere werken in de mijnen. Ook werden ze gebruikt door reddingsbrigades en kustpatrouilles, bijvoorbeeld in Cape Hatteras National Seashore. De evenementen van het samendrijven van de paarden om ze te sorteren, te merken en bij opbod te verkopen noemde men 'pony pennings'.

## Status
Het betreft een kleine genenpool met een gerede kans op inteelt en genetische defecten. Toch ziet men het ras als een belangrijke schakel in de groep paardenrassen die ontstonden in het oosten van de VS.
De paarden staan onder strikte bescherming en mogen niet benaderd worden. Ze worden gezien als een waardevolle culturele erfenis. Er werden maatregelen genomen om ze tegen het toegenomen autoverkeer te beschermen, waardoor er slechts twee echt vrijlevende kuddes over zijn.
Er werden verschillende studies uitgevoerd naar de herkomst van deze dieren, hun gezondheid en de effecten op de natuur. Sommige natuurbeschermers vrezen dat overpopulaties schade bezorgen aan flora en fauna en beschouwen kuddes struinende paarden daarom als verstorende exoten, met name in bepaalde landschappen die van groot belang zijn voor de bescherming van vogelsoorten als het waaierhoen, dat echter op deze eilanden niet inheems is.
In aantallen liep het ras terug van ca. 5000 exemplaren in 1920 naar ca. 400 exemplaren in 2023.

## Galerij

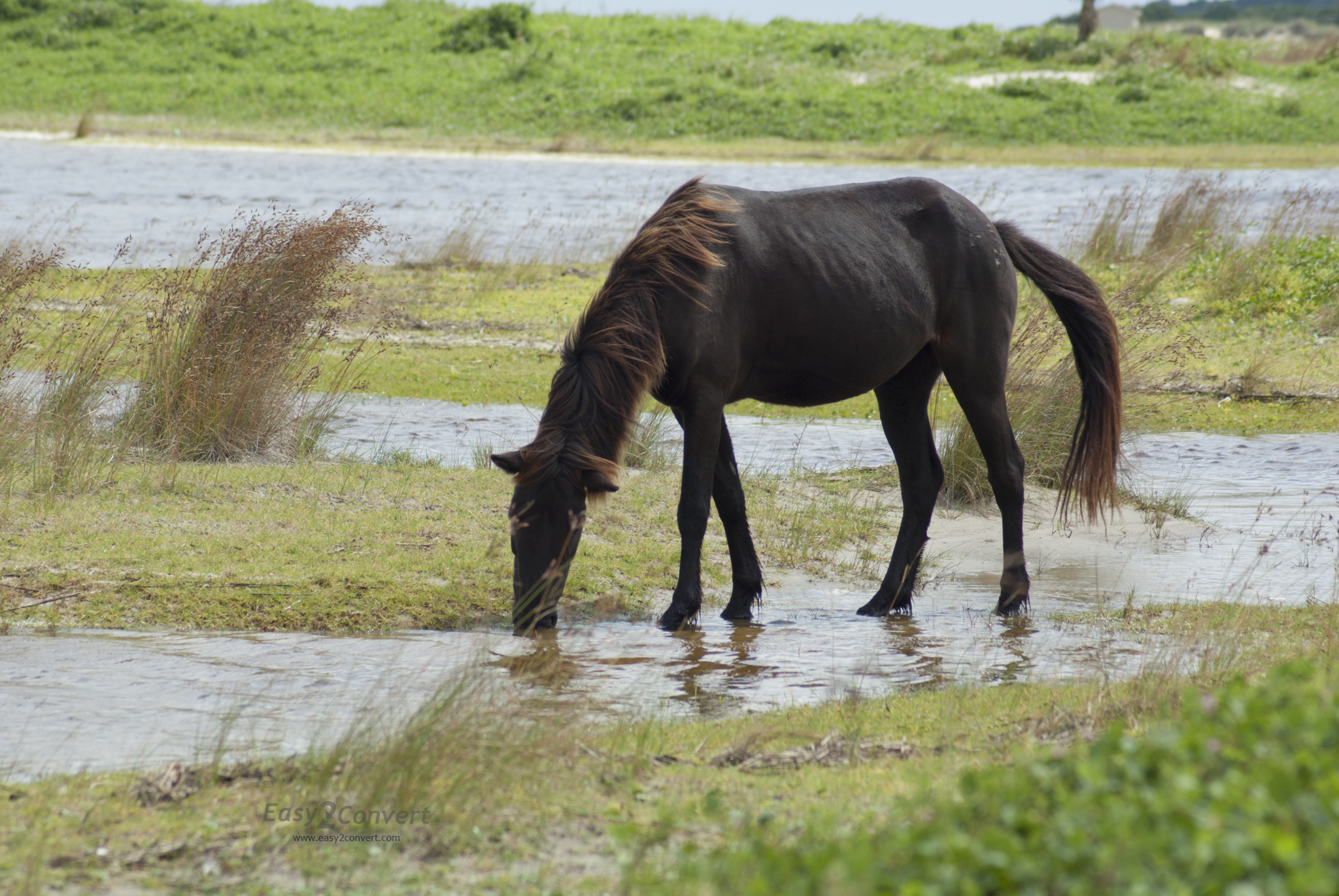
Shackeford Banks
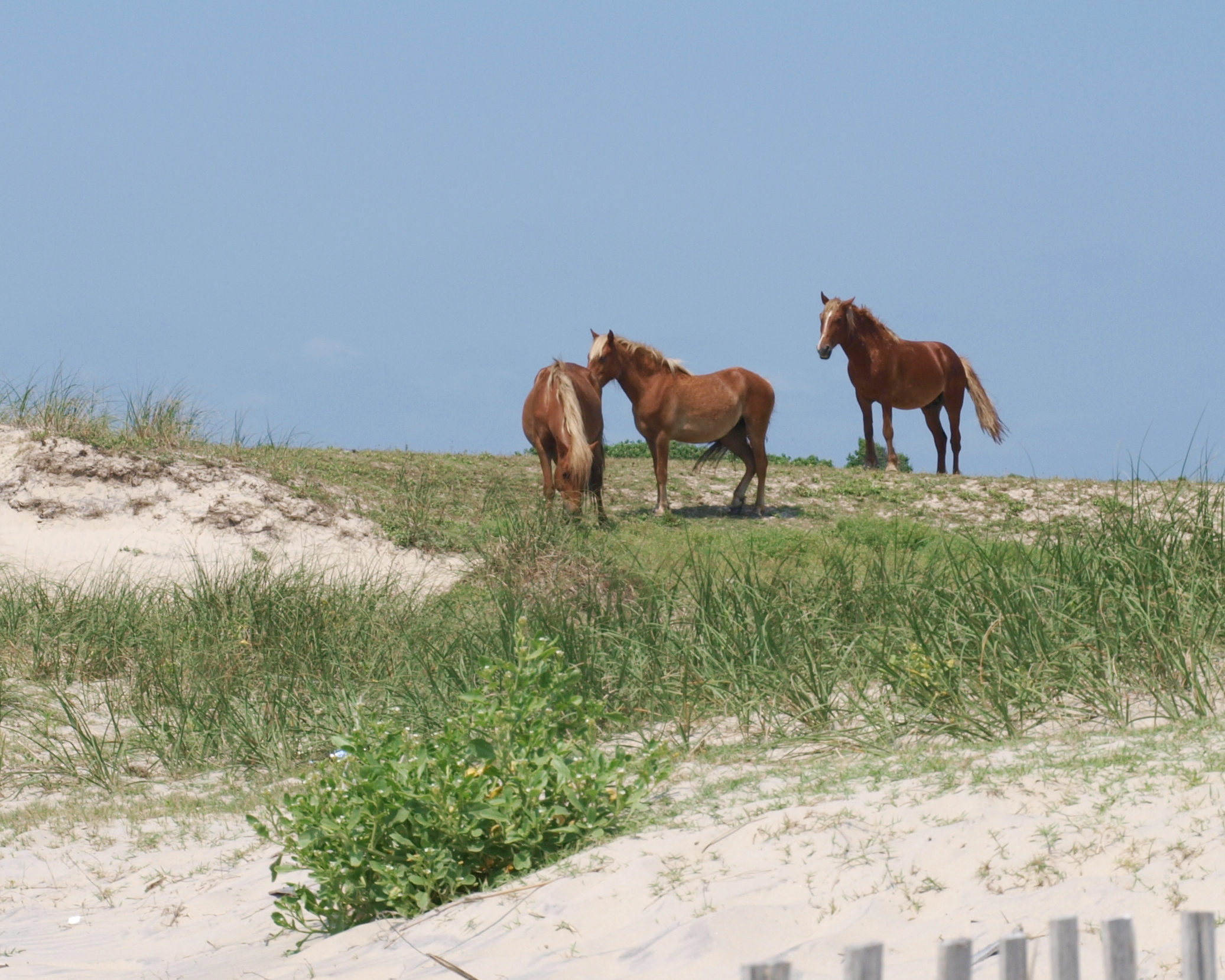
bankers in de duinen
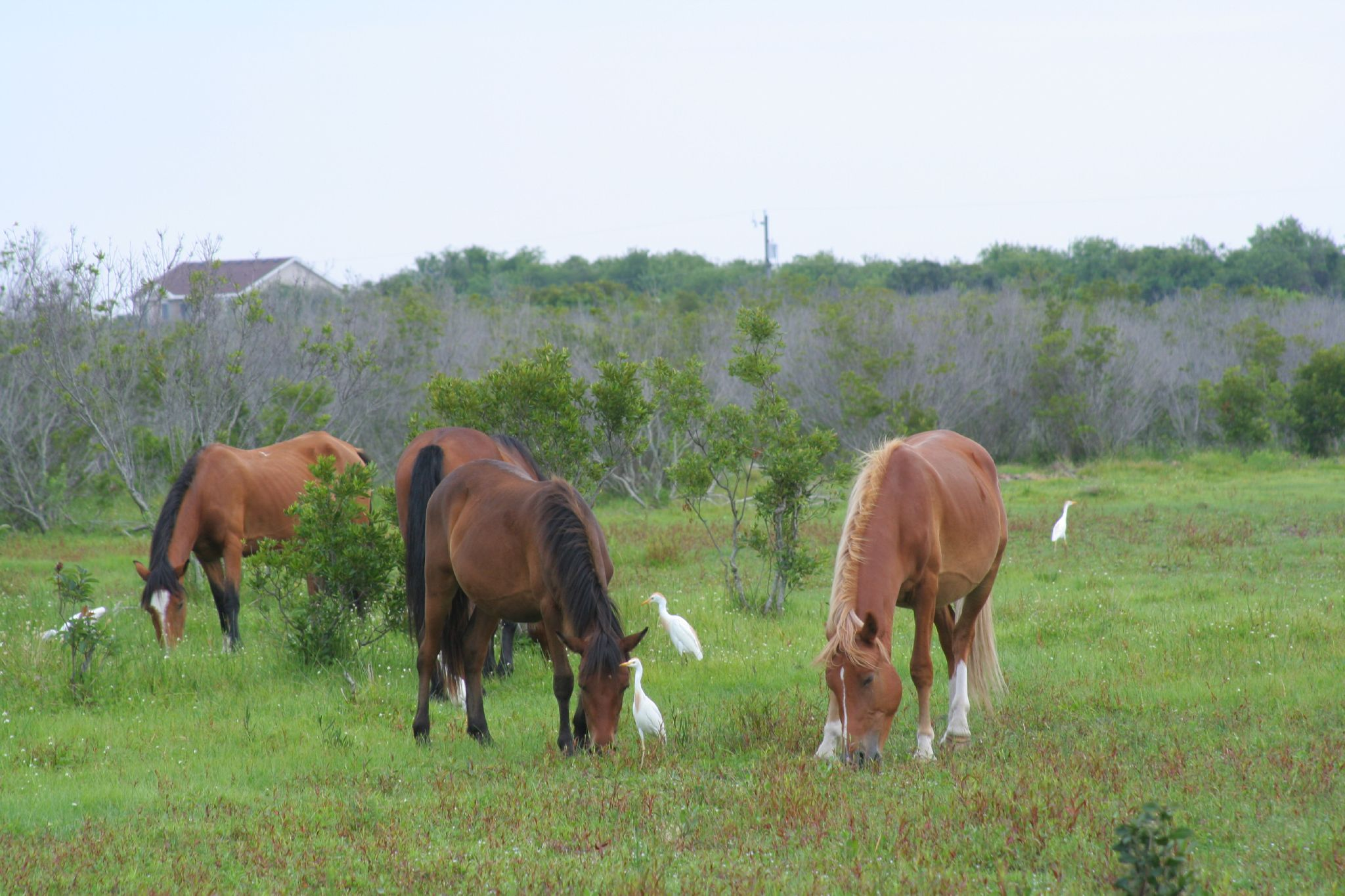
bankers met zilverreigers
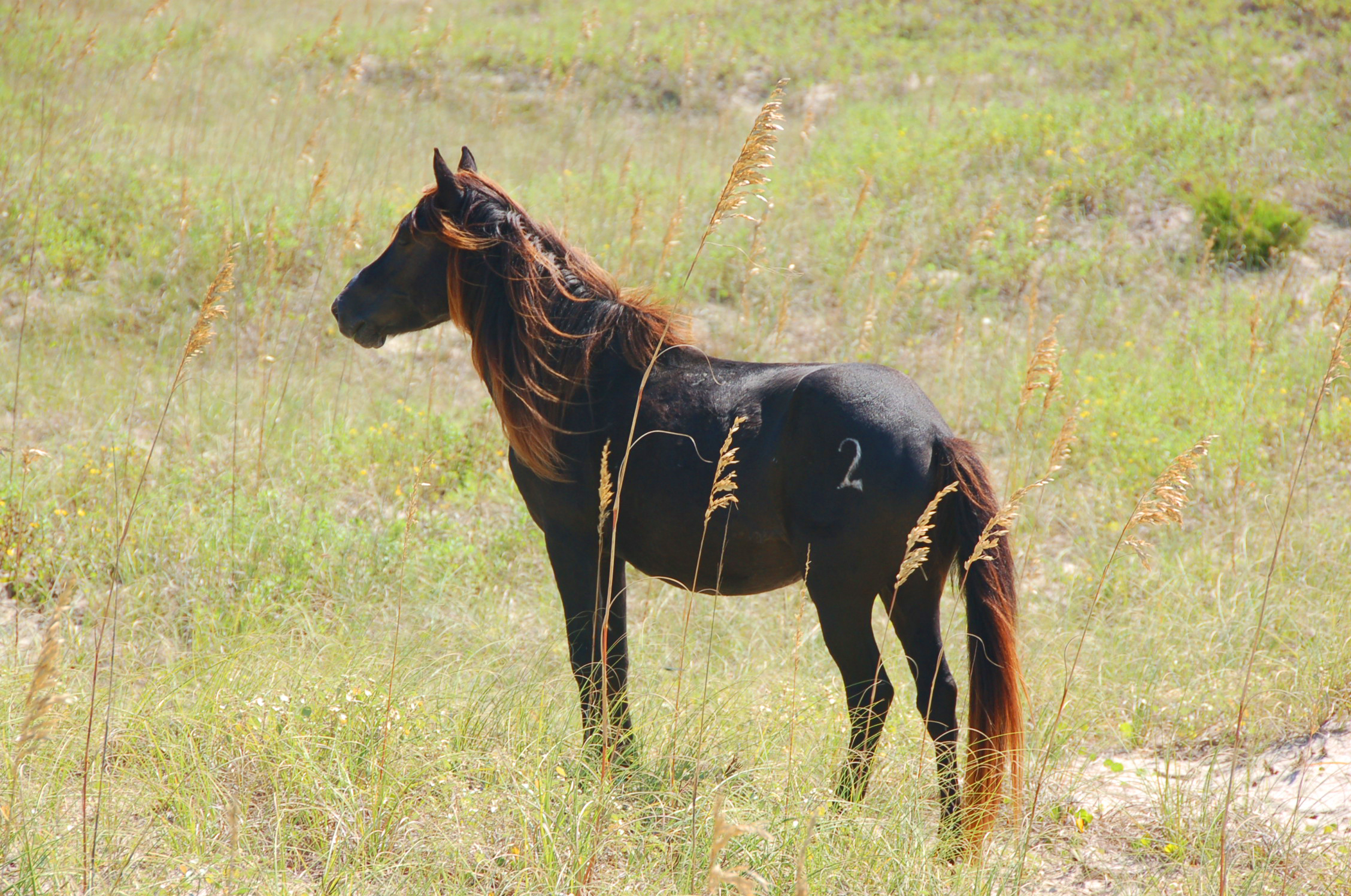
gebrandmerkte banker